# Вердун (Словенія)
Вердун (словен. Verdun) — поселення в общині Ново Место, регіон Південно-Східна Словенія, Словенія. Висота над рівнем моря: 286,9 м.